# Friedrich Neff

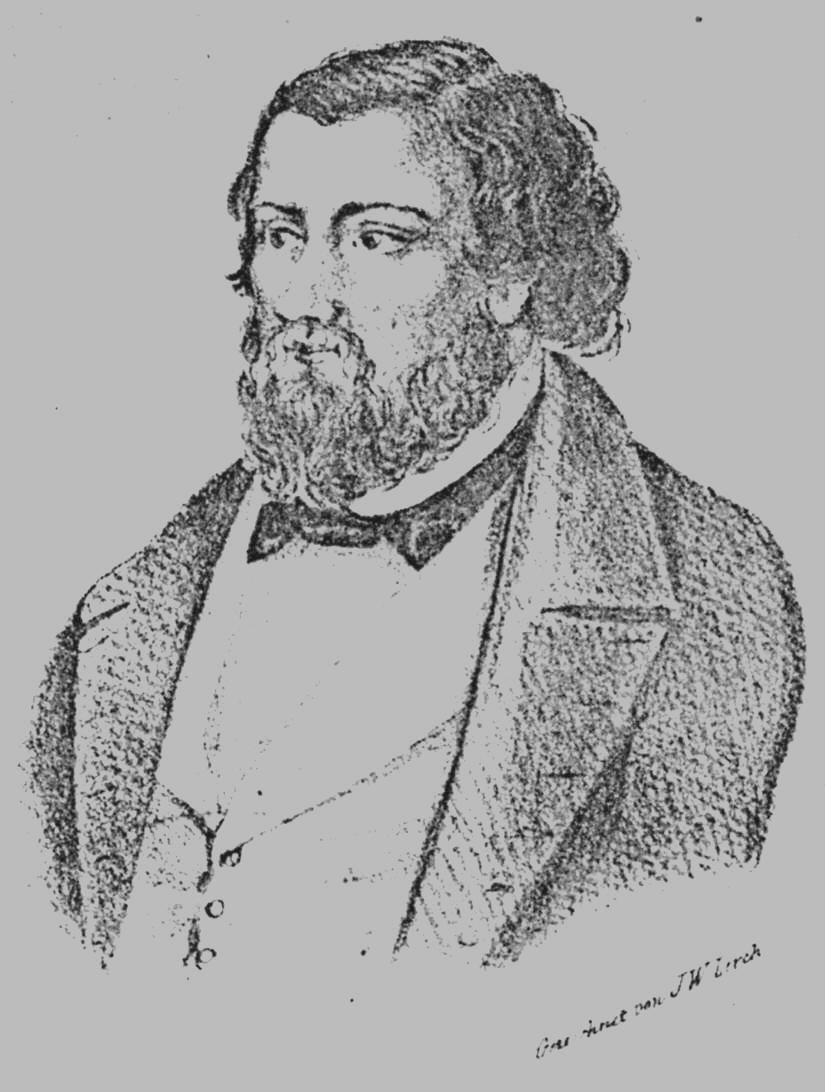
Friedrich Neff, 1848

Friedrich Neff (* 26. April 1821 in Rümmingen; † 9. August 1849 in Freiburg im Breisgau) war ein deutscher Student und Revolutionär.

## Leben
Neff stammte aus geordneten Verhältnissen. Sein Vater, ein Küfermeister, galt als wohlhabend. Nach der Dorfschule besuchte Friedrich Neff die höhere Bürgerschule in Lörrach. Auf Wunsch des Vaters absolvierte er danach eine Küferlehre und ging dann auf Wanderschaft. Diese führte ihn in die Waadt und nach Genf, wo er sowohl die französische Sprache als auch revolutionäres Gedankengut kennenlernte.
Er kam in Kontakt mit Heinrich Zschokke und wurde durch diesen in Aarau auf ein Studium vorbereitet, da er den Küferberuf nur seinem Vater zuliebe ergriffen hatte und nach einer höheren Bildung strebte. Er begann das Studium der Rechtswissenschaften und der Philosophie in Freiburg i. Br. und wechselte in der Folge an die Universitäten in Tübingen, München und Heidelberg. Während seines Studiums wurde er 1845 Mitglied im burschenschaftlichen Neckarbund in Heidelberg. 1847 hielt er sich zeitweise in London auf, wo er durch Giuseppe Mazzini beeinflusst wurde. Das Wintersemester 1847/48 brachte er in Basel zu.
Neff, fasziniert von der französischen Revolution, beteiligte sich an allen drei badischen Aufständen 1848/49. Er galt in dem gemäßigt liberalen badischen Oberland als radikaler Republikaner, der den gewaltsamen Umsturz propagierte.
Am 20. April 1848 stieß Neff in Lörrach zur Freischar Weißhaar-Struve, während die Freischar Hecker in der Nähe von Kandern durch hessische Bundestruppen geschlagen wurde. Ein Hinweis in der Literatur, nach dem Neff einen maßgeblichen Beitrag zur Befreiung Gustav Struves aus der Gefangenschaft in Säckingen am 21. April 1848 geleistet habe, bestätigen weder Struve selbst noch der Hauptakteur bei der Befreiung Theodor Mögling.
Neff agitierte während des Septemberaufstandes 1848 (Struve-Putsch) im Markgräflerland für die Revolution, wobei er auch Gemeindekassen für die Revolution beschlagnahmte.
Ende 1848 gab Neff im schweizerischen Biel zusammen mit Johann Philipp Becker mehrere Schuldscheine zugunsten einer deutschen Republik heraus.
Anfang 1849 hielt er sich in Paris auf und begab sich von dort zu Beginn der dritten badischen Erhebung 1849 (Soldatenaufstand) an die badisch-schweizerische Grenze. Am 15. Mai 1849 forderte der Oberamtmann von Lörrach die Gemeinden seines Bezirkes auf, dem von Neff an die Gemeinden gesandten Aufruf zu einem Freischarenzug keine Folge zu leisten.
Nachdem am 2. Juli 1849 in Freiburg, dem Sitz der provisorischen Regierung, eine Gegenrevolution stattfand, wurde Neff dem badischen Kriegsminister Maximilian Werner unterstellt, der mit seinen Truppen in die Schweiz floh. Neff versuchte stattdessen, über Breisach Frankreich zu erreichen, um dort neue Freischaren zu werben. Seit Mai 1848 per Fahndungsbrief zur Verhaftung ausgeschrieben, wurde er noch am nächsten Abend an der Grenze verhaftet, nachdem er mit Säbel, Gewehr und einem mit Namensschild versehenen Koffer Zollbeamten aufgefallen war. Nach einem Aufenthalt im Breisacher Gefängnis wurde Neff zurück nach Freiburg eskortiert.

## Tod und Gedenken

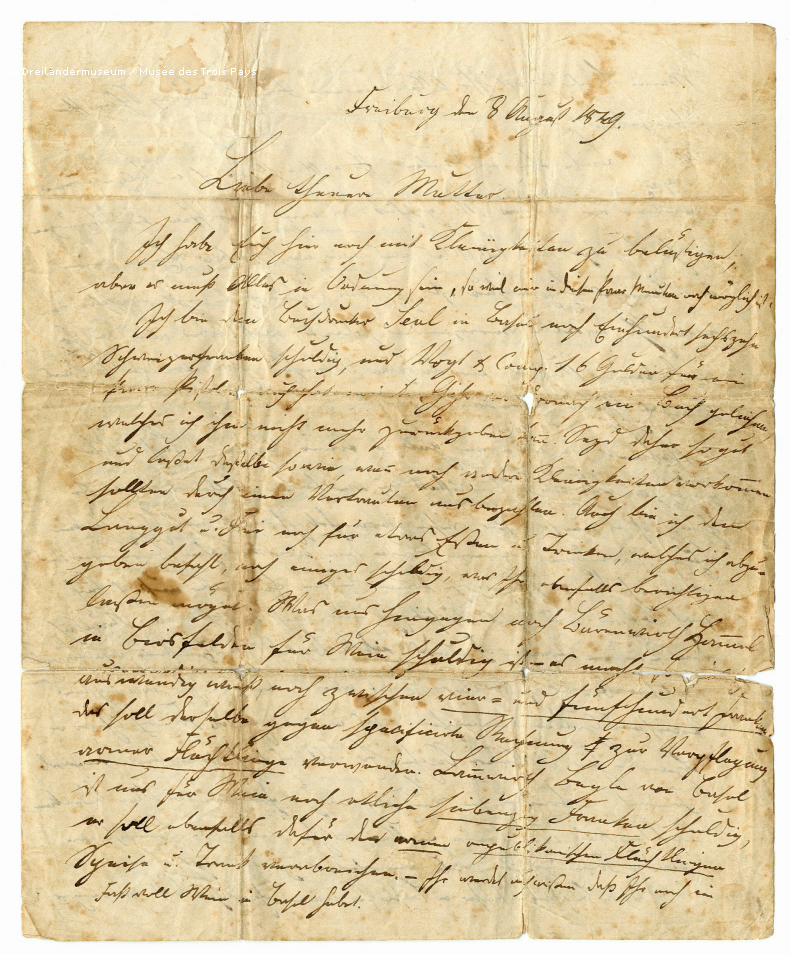
Erste Seite von Neffs Abschiedsbrief

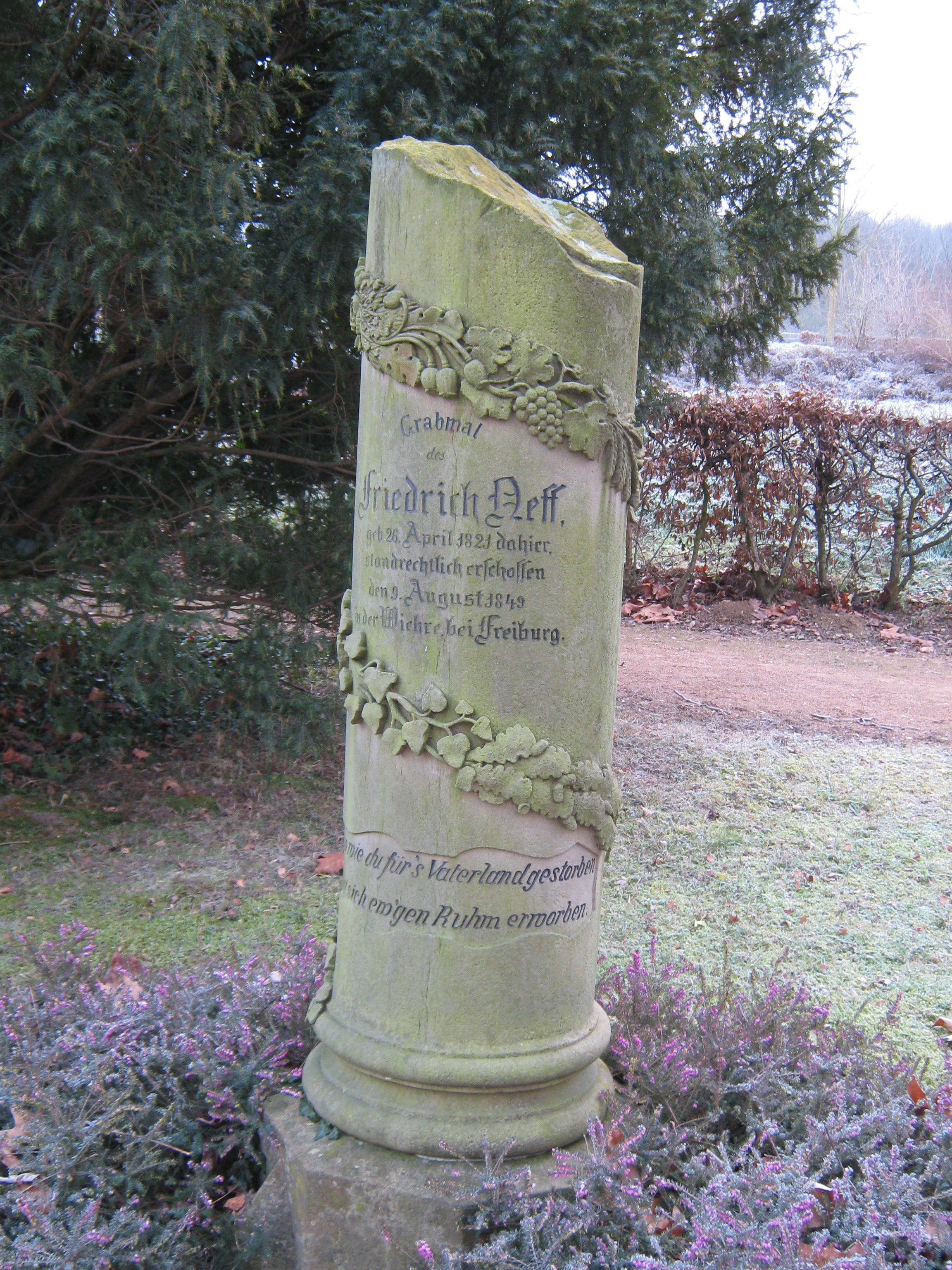
Grabmal am Friedhof in Rümmingen

Gedenktafel an das Geburtshaus Neffs in der Lörracher Straße in Rümmingen

Am 8. August 1849 wurde Neff im Basler Hof zu Freiburg im Breisgau vor Gericht geführt. Hauptanklagepunkt war, dass er „sich schon bei den früheren hochverrätherischen Unternehmungen betheiligt hatte, namentlich bei dem von Struve im September vorigen Jahres unternommenen Umwälzungsversuch durch Plünderung von Staatskassen und andere Verbrechen. Ferner habe er im Mai 1849 die deutschen Flüchtlinge im Auslande zur Unterstützung der Revolution in das Großherzogthum gerufen, dieselben organisirt und vom 5. bis 29. Juni als Bewaffneter mit ihnen den Kriegszug über Heidelberg, Schönau, Heddesbach nach Durlach und Rastatt in der Eigenschaft eines Kriegskommissärs gemacht“. Während der Gerichtsverhandlung stritt er nichts ab, was man ihm vorwarf und stand zu seinen Werken und Taten. Er wurde noch am selben Tag einstimmig zum „Tod durch Erschießen“ verurteilt.
Die Vollstreckung des Urteiles erfolgte bereits einen Tag später, am Morgen des 9. August 1849 auf dem Freiburger Friedhof zur Wiehre. Dort war bereits am 31. Juli 1849 Johann Maximilian Dortu, Teilnehmer der Märzrevolution, hingerichtet worden.
Vor seinem Tod verfasste Neff einen Abschiedsbrief an seine Mutter Anna Maria Neff, geborene Scherer, in dem er schrieb:

„Eines noch, theure, heißgeliebte Mutter: seid fest und standhaft bei dieser Unglücksbotschaft. Was mich betrifft, so werde ich so ruhig morgen in den Tod gehen, als ich einst in unseren Garten ging. Beweiset durch Standhaftigkeit, daß Ihr die Mutter eines Republikaners seyd. Seyd stolz darauf daß Ihr euren einzigen Sohn geboren habt um ihn der Freiheit opfern zu können. Kein Schritt den ich je gethan habe in meinem Leben reuet mich, u. wenn ich noch zehn Leben hätte, ich würde alle zehn der Freiheit weihen.“

1854 schenkte die Mutter der Gemeinde Rümmingen ein Grundstück in Rümmingen mit der Auflage, dort einen Friedhof für die Gemeinde und damit auch für sie und ihren Sohn, dessen Gebeine sie heimlich überführt hatte, anzulegen.
Bestattungen erfolgten bis zu diesem Zeitpunkt im Nachbarort Binzen. Auf dem Grundstück legte sie ein ehrenvolles Grab mit einer Säule für ihren Sohn an.
Die Inschrift der Grabsäule musste jedoch auf Befehl der großherzoglich-badischen Regierung wieder weggemeisselt werden; sie wurde erst 1918 wieder angebracht und befindet sich mittlerweile auf dem ab 1960 verlegten Friedhof in der Karl-Friedrich-Böhringer-Straße in Rümmingen.

„Wer so wie du für´s Vaterland gestorben Der hat sich ew’gen Ruhm erworben“

Geplante Gedenkfeiern am Grabe Neffs im Jahre 1898, 50 Jahre nach den Revolutionen, untersagte das großherzogliche Bezirksamt Lörrach.
Erst 1974 wurde Neff offiziell gewürdigt, als Sozialdemokraten wie Professor Klaus-Dieter Osswald und Peter Reinelt aus Anlass des 125. Todestages einen Kranz auf dem neuen Friedhof in Rümmingen niederlegten.

## Werke
- Beiträge zur Bauernpolitik oder wie dem niedergetretenen Mittelstande wieder aufzuhelfen ist. Philadelphia 1849 (sic !) – Druckort vermutlich zur Irreführung der Zensurbehörden verfälscht Google Digitalisat
- Die Männer der That und ihre Gegner. Basel 1848
- Mein Antheil an der zweiten Schilderhebung des badischen Volkes im September 1848. In: M. W. Löwenfels, F. Neff, G. Thielmann: Der zweite republikanische Aufstand in Baden. Verlag J. Fr. Seul, Basel 1848, S. 41–61 online bei der Badischen Landesbibliothek

## Bewertung
Es gibt heute mehrere Friedrich-Neff-Straßen (in Rümmingen, Lörrach und Freiburg i. Br.) In Rümmingen befindet sich an dem Geburtshaus Neffs ein Hinweisschild.
Bis heute gehen die Meinungen auseinander, ob Neff als Held oder als Extremist eingestuft werden kann. So bekannte sich Neff in mehreren Schriften eindeutig auch dazu, Gewalt einzusetzen. Aufgrund seiner Erlebnisse im Septemberaufstand 1848 kam er zu der Einschätzung, dass man keine Republiken gründet durch Gutthätigkeit und Milde, wie wir es thun wollten; die alte Schuld kann leider nur mit Blut abgewaschen werden.